# Pont cobert
Un pont cobert és un pont que té una gelosia de fusta amb coberta, tant superior com lateral, que sol crear un tancament quasi complet. El propòsit d'aquesta coberta és protegir els elements estructurals de fusta de l'erosió meteorològica. Els ponts de fusta sense cobrir normalment tenen una vida útil d'uns vint anys per l'efecte de la pluja i del sol; un pont cobert, tanmateix, pot durar més de cent anys. Antigament eren prou comuns; només, però, un de cada deu va sobreviure'n al segle xx. El nombre relativament petit de ponts coberts que es conserven es deu a la seua substitució deliberada, a l'abandó i al seu alt cost de restauració.

## Descripció i història
Normalment, els ponts coberts són estructures amb una gelosia longitudinal de fusta que en fa la columna vertebral. Alguns se'n construïren com a ponts per al ferrocarril, fent servir fusta molt pesada i una gelosia doble. Al Canadà i als Estats Units es van construir molts ponts coberts de fusta des de la fi del segle xviii fins a la del segle xix, que recorden els dissenys anteriors erigits a Alemanya i Suïssa. Solen trobar-se en indrets aïllats, i això els fa vulnerables al vandalisme i als incendis provocats.

### Europa

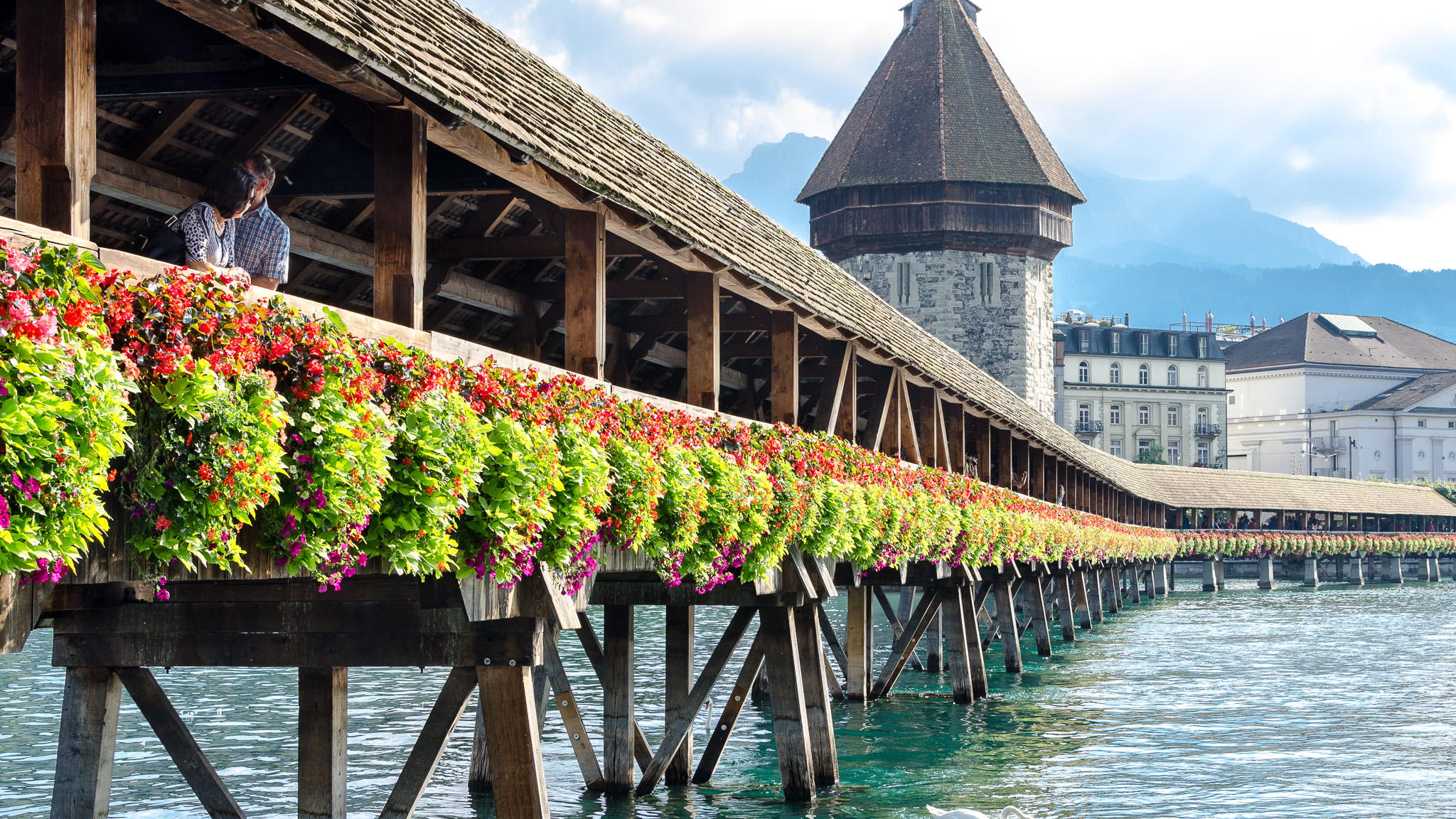
El Kapellbrücke de Lucerna a Suïssa

El pont amb gelosia més antic del món que es conserva és el Kapellbrücke de Lucerna (Suïssa), del segle xiv. Els ponts amb gelosia de fusta d'estil modern es feien a Suïssa a mitjan segle xviii. A Alemanya en resten setanta, inclòs el Holzbrücke Bad Säckingen, que creua el Rin des de Bad Säckingen fins a Stein (Suïssa): fou edificat abans del 1272, i ha estat destruït i reconstruït algunes voltes al llarg del temps. Suïssa també té molts ponts coberts de fusta, com ara el Kapellbrücke, el Spreuer Bridge i el Neubrügg.
El Pont Cobert de Pavia (Itàlia) és un pont d'arc de pedra i rajola sobre el riu Ticino. El pont anterior, que datava del 1354 (un reemplaçament d'una construcció romana), fou greument danyat per l'acció aliada el 1945. El debat sobre reparar o reemplaçar el pont acabà quan el pont s'esfondrà parcialment el 1947. Se'n construí un de nou al 1949.

### Amèrica del Nord
A Amèrica del Nord, la majoria dels ponts coberts es feren per a creuar rierols i tenien una única llum. Gairebé tots tenien un únic carril, malgrat que també se'n construïren alguns de dos carrils, amb una tercera armadura al centre. S'hi van usar molts dissenys diferents de gelosies: un dels més populars era el de Burr, patentat el 1817, que usava un arc per a suportar la càrrega mentre les gelosies mantenien la rigidesa del pont; altres dissenys eren les gelosies King, Queen, Lattice i Howe. El 1847, l'enginyer estatunidenc Squire Whipple publicà la primera anàlisi correcta sobre com els components d'una gelosia suporten la càrrega, i això li va permetre dissenyar ponts més resistents usant menys materials.

#### Estats Units

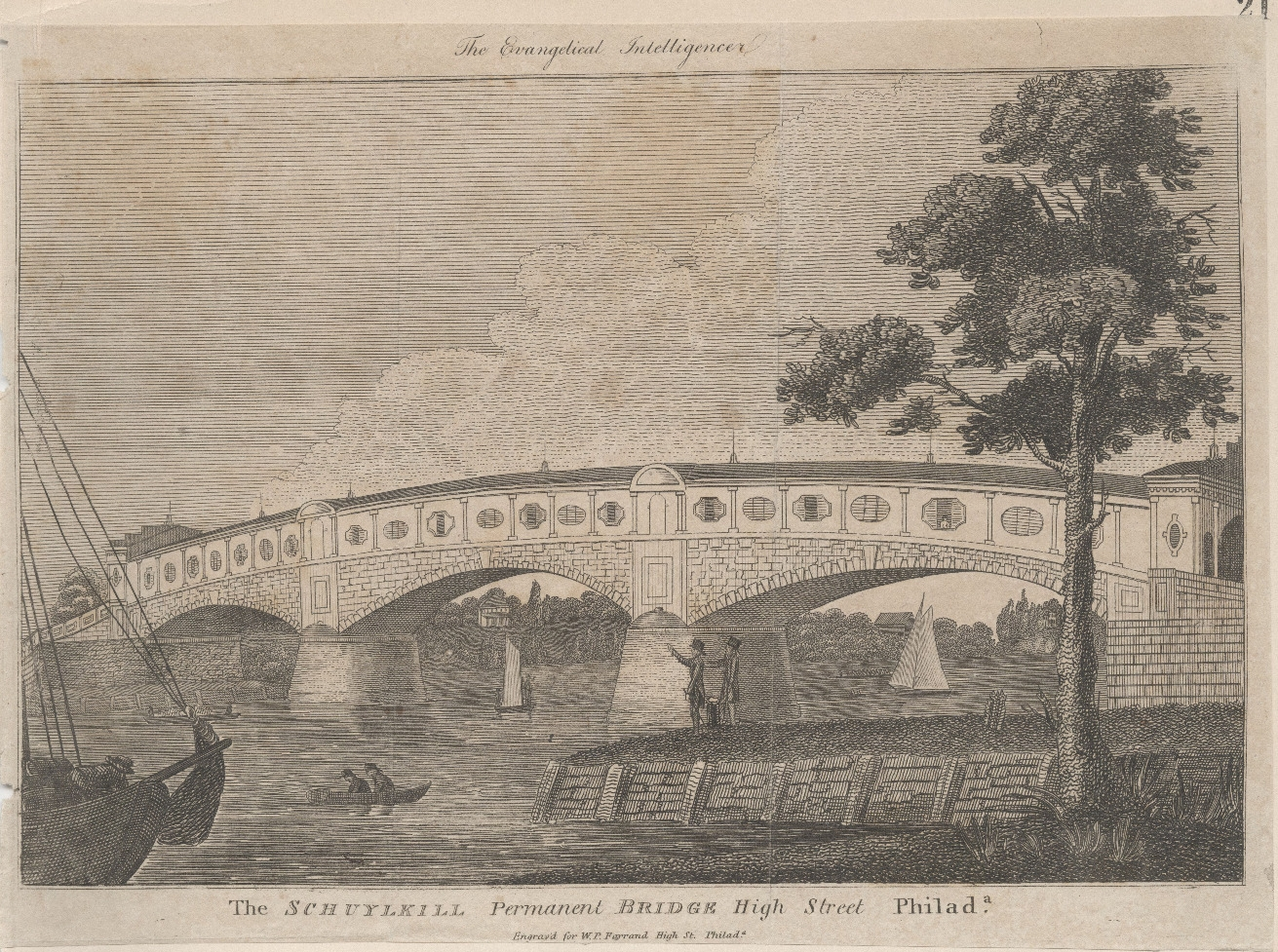
El pont permanent sobre el Schuylkill a Filadèlfia, el primer pont cobert documentat dels Estats Units

Als Estats Units s'han construït uns 14.000 ponts coberts, sobretot entre els anys 1825 i 1875. El primer documentat en fou el pont permanent acabat el 1805 per a travessar el riu Schuylkill de Filadèlfia. La majoria dels altres exemples primerencs no n'apareixen fins a la dècada del 1820: com ara el pont de Hyde Hall en l'estat de Nova York i el pont Hassenplug a Pennsilvània, tots dos del 1825, així com el pont cobert Haverhill–Bath a Nou Hampshire i el de Roberts a Ohio, tots dos del 1829.

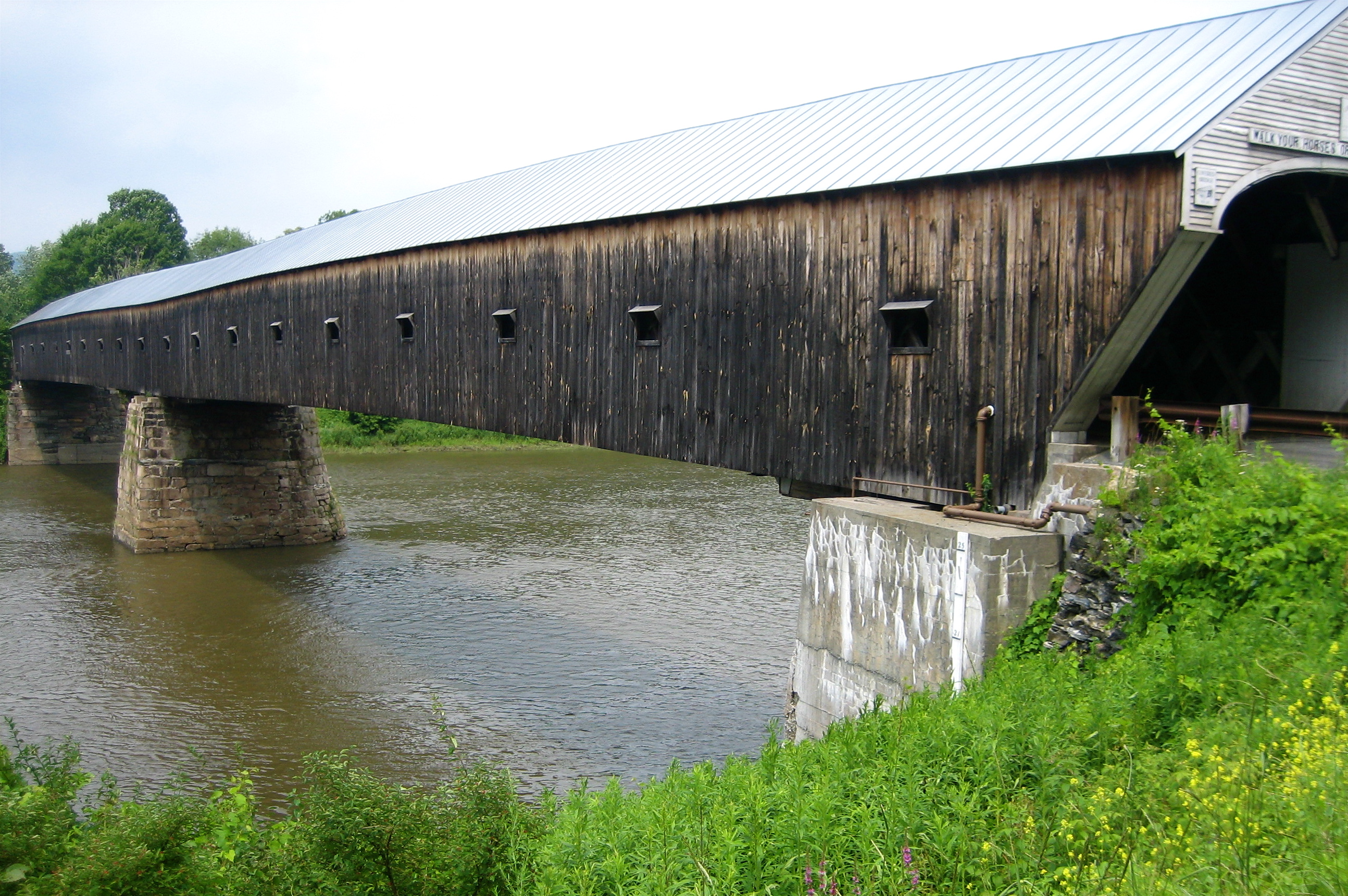
El pont Cornish–Windsor

El pont cobert més llarg que es coneix s'alçà al 1814 al comtat de Lancaster de Pennsilvània i tenia una llargada de més d'una milla, però el van destruir les gelades i inundacions del 1832. Els ponts coberts més llargs que es conserven als Estats Units són el pont Cornish–Windsor, que passa el Connecticut entre Nou Hampshire i Vermont; i el pont de Medora, que creua la branca oriental del Blanc a Indiana. Tots dos en reclamen el rècord depenent de com se'n mesure la llargària.
A mitjan segle xix, el desplegament de materials més barats com el ferro forjat o colat va fer que les gelosies es construïssen amb metall en lloc de fusta. Les estructures metàl·liques no necessitaven protecció davant els elements, i ja no calia cobrir-les. Els ponts coberts també es van quedar obsolets perquè la majoria n'eren d'un sol carril, tenien poca amplària i gàlib i no podien suportar les càrregues pesades. Al 2004, se'n conservaven uns set-cents cinquanta, la majoria a l'est i nord d'Estats Units.

#### Canadà

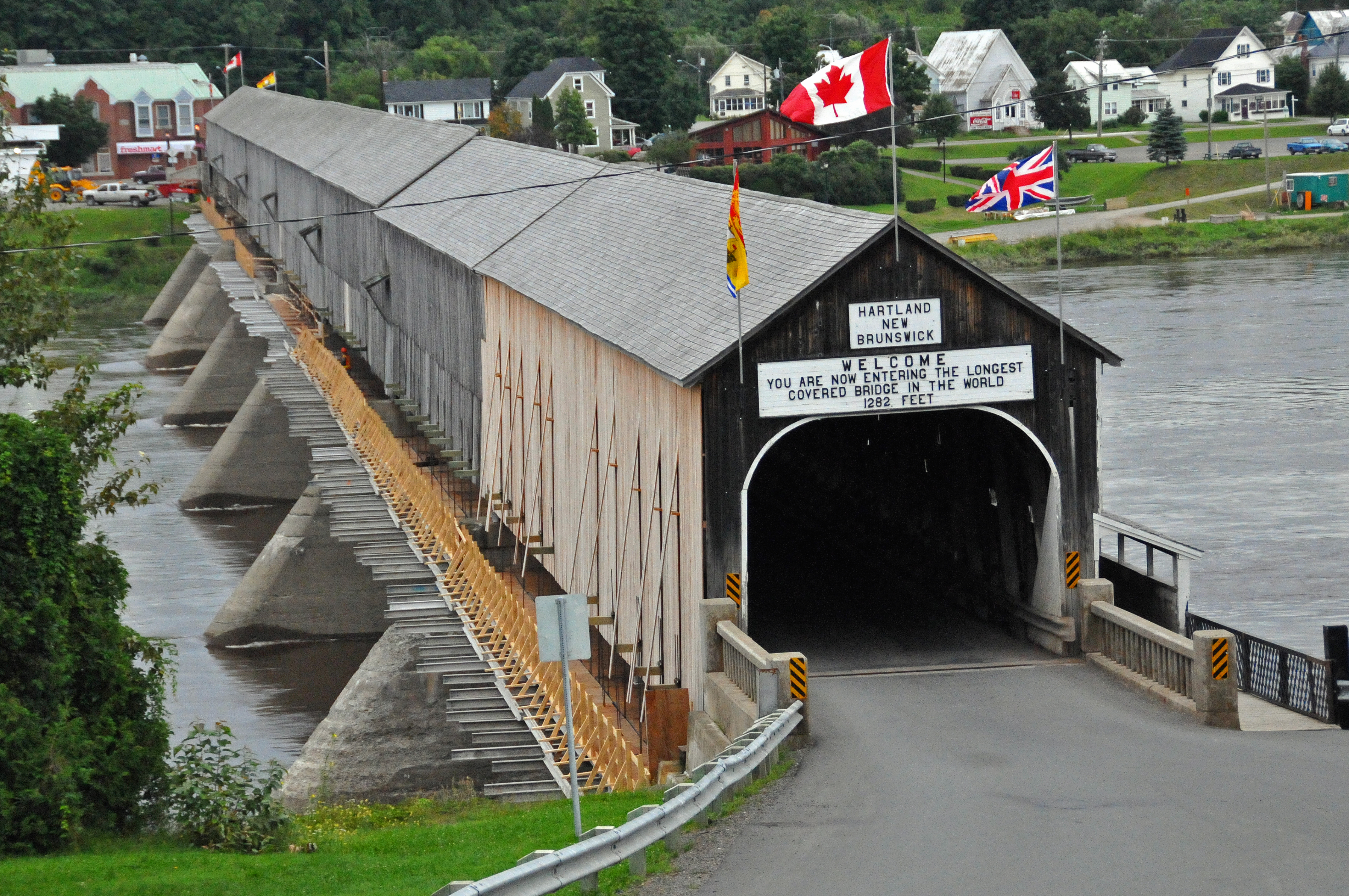
El pont cobert de Hartland, el més llarg del món

Entre el 1969 i el 2015, el nombre de ponts coberts al Canadà va passar d'uns 400 a menys de 200.
El 1900, el Quebec tenia uns mil ponts coberts. En comparança amb la resta d'Amèrica del Nord, el Quebec va ser tardà en la construcció d'aquesta mena de ponts, ja que la majoria se'n feren en la dècada dels 1930. Al principi, tenien dissenys variats; al voltant del 1905, però, s'estandarditzaren en Town québécois, una variant de la gelosia patentada per Ithiel Town el 1820 el dissenyador de la qual és desconegut. A la primera meitat del segle xx es construïren uns cinc-cents d'aquests ponts; sovint els feien els colons europeus usant materials autòctons i d'acord amb projectes estandarditzats. L'última colònia agrícola europea del Quebec fou fundada el 1948, i el darrer pont cobert el feu el Ministeri de Colonització el 1958 a Lebel-sud-Quévillon. Ara es conserven 82 ponts coberts al Quebec, inclòs el pont Félix Gabriel Marchand, el pont cobert més llarg de la província. Al Quebec els ponts coberts s'anomenen a vegades pont rouges ('ponts vermells') pel seu color típic.
Igual que al Quebec, a Nova Brunswick es van continuar construint ponts coberts fins a la dècada dels 1950, amb un màxim d'uns 400. La majoria n'usaven les gelosies Howe, Town i Burr. Ara es conserven cinquanta-vuit ponts coberts a Nova Brunswick, inclòs el més llarg del món, el pont de Hartland.
A Ontario solament es conserva un pont cobert, el de West Montrose.

### Resta del món

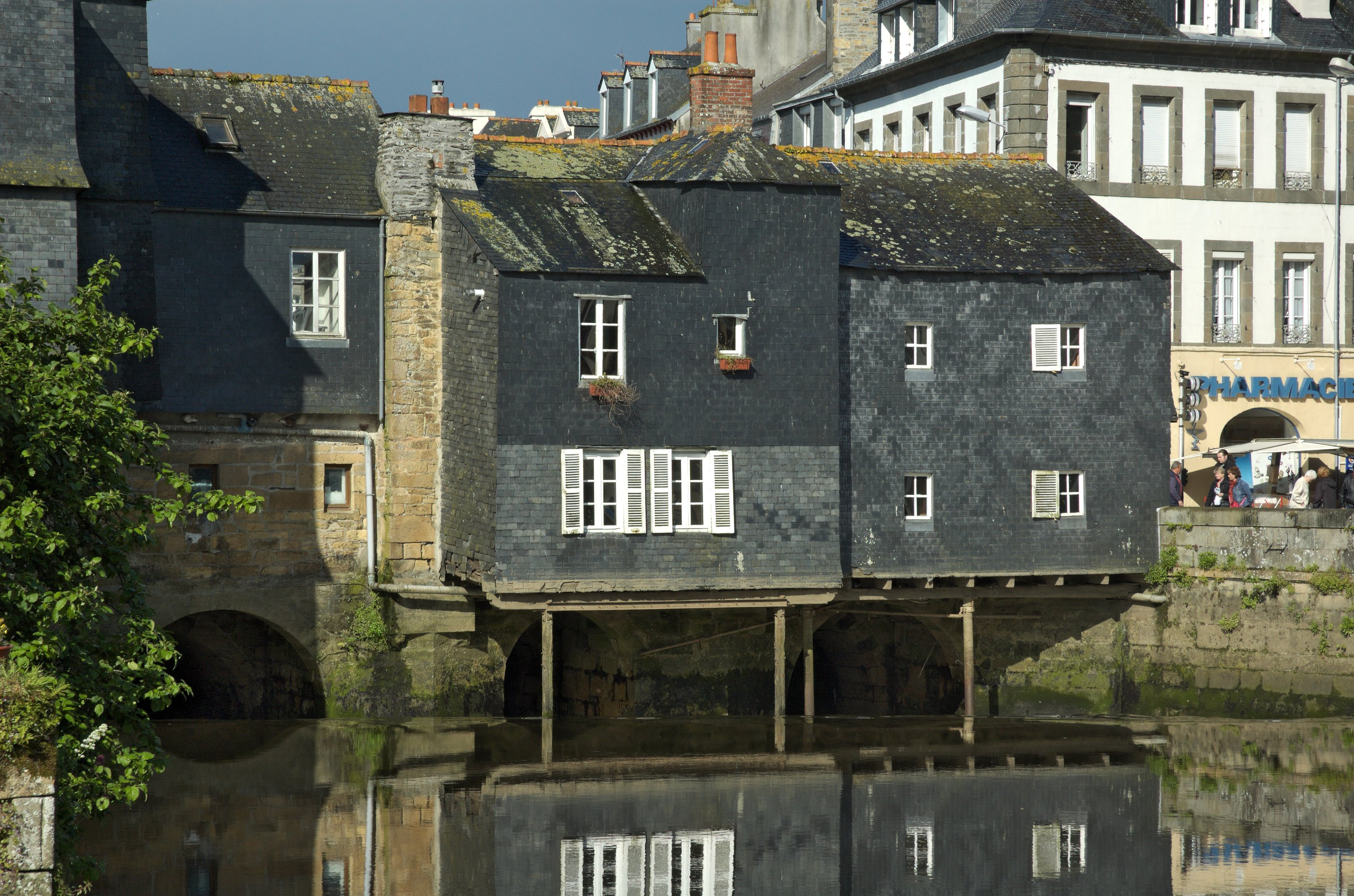
El pont de Rohan a Landerneau (estat francés)

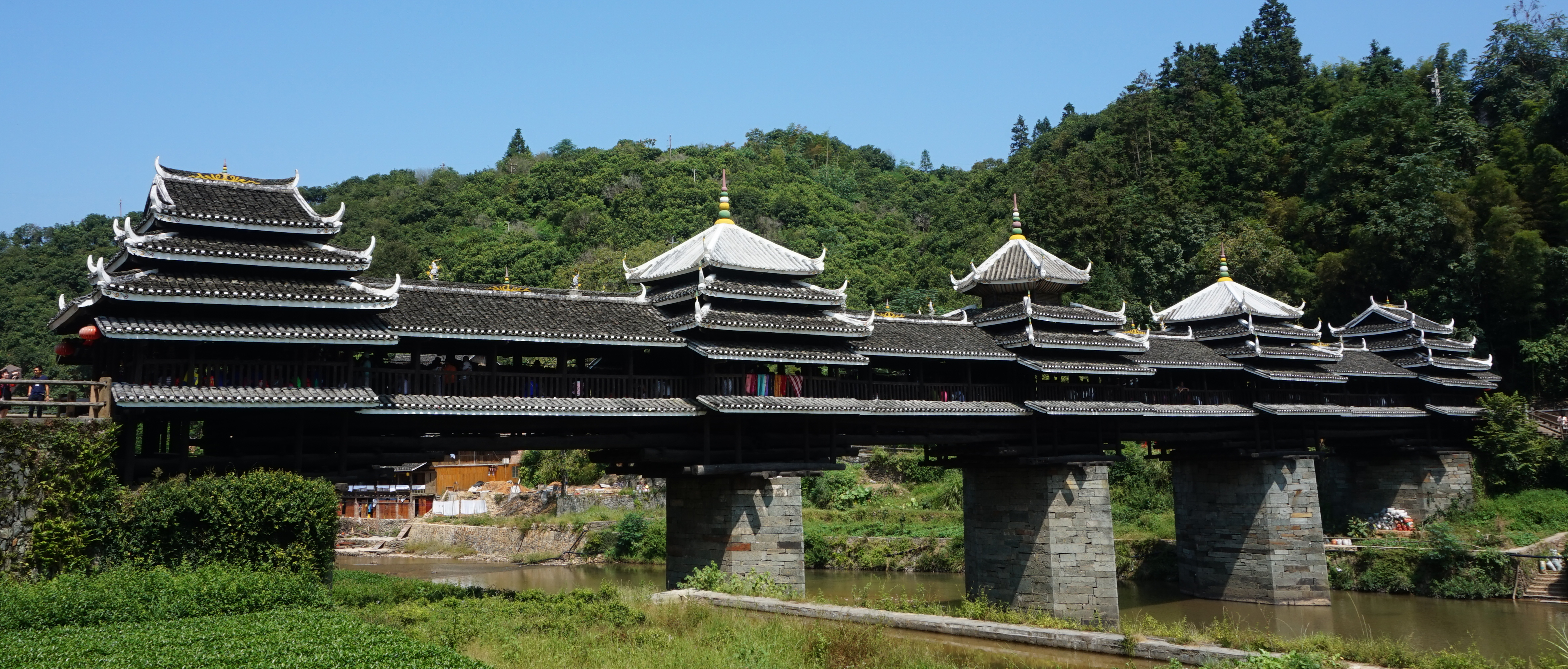
El pont de Chengyang a Guangxi (Xina)

Els ponts amb sostre, en lloc de coberts, han existit durant segles al sud d'Europa i Àsia. En aquests casos, la coberta pretén protegir els usuaris en lloc de l'estructura. Entre els exemples més destacats se'n troben:
- El pont de Rohan a Landerneau (estat francés) i el Pont dels Mercaders a Narbona (Occitània) són dos dels 45 ponts d'aquest tipus en ús a Europa.
- Un pont tubular està construït amb una biga rígida dins de la qual circula el trànsit.[24] Com a exemples podem esmentar el Pont Britannia i el pont ferroviari de Conwy, tots dos anglesos.
- Un passadís elevat és un tipus de passarel·la urbana que consisteix en un pont de vianants envoltat o cobert que connecta dos edificis i està dissenyat per a protegir als vianants de l'oratge, com el Pont dels Sospirs de Cambridge o el pont cobert de Logic Lane a Oxford.
- Una passarel·la d'accés a aeronaus és un pont mòbil cobert que s'estén des de la porta d'una terminal aeroportuària fins a una aeronau i permet que els passatgers embarquen i desembarquen sense eixir a fora.[25]
- Alguns ponts d'arc de pedra estan coberts per a protegir els vianants o com a decoració. En són exemples el Ponte Coperto i el Pont de Rialto a Itàlia o el Chùa Cầu a Vietnam.
- A la Xina, hi ha ponts coberts denominats lángqiáo (廊桥) a Guangxi, com el pont de Chengyang i el Pont Xijin. Aquests són de pilars i bigues en lloc de ponts de gelosia.
- A Europa també hi ha ponts construïts no sols per al transport, com ara el pont del Castell de Český Krumlov a la República Txeca, el pont cobert de Lovech a Bulgària i el Ponte Vecchio a Itàlia.

## En la ficció

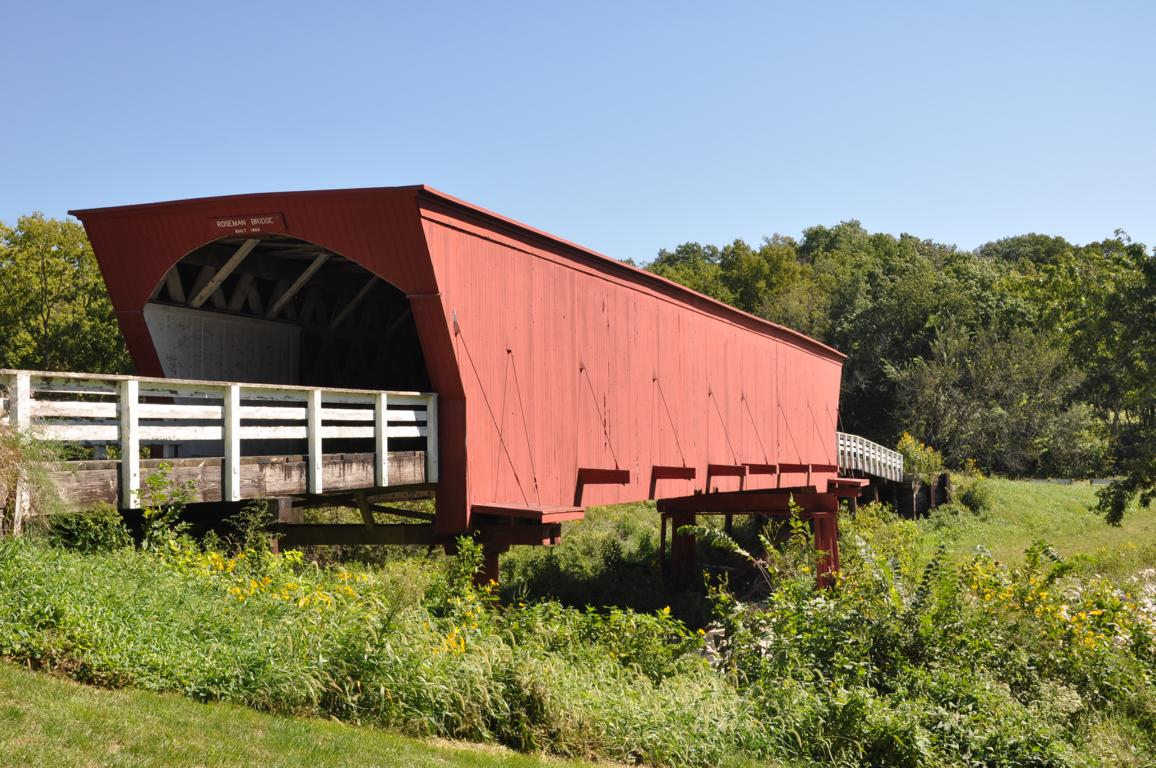
El pont cobert Roseman, que apareix en la pel·lícula de 1995 Els ponts de Madison

A més a més del seu ús pràctic, els ponts coberts són llocs populars per a fer activitats socials i s'han convertit en una icona cultural. En la ficció en destaquen:
- En la novel·la del 1992 Els ponts de Madison, així com en la seua adaptació cinematogràfica, apareixen ponts coberts del comtat de Madison de Iowa. En concret, el pont cobert Roseman i el Holliwell.[27]
- El relat d'Edgar Allan Poe Mai apostes el teu cap al diable.
- Alguns punts de la trama de les pel·lícules del 1988 Beetlejuice i Aventures i desventures d'un yuppie en el camp es refereixen a aquest tipus de ponts.
- El pont cobert Diehls de Pennsilvània apareix en les escenes inicials de la sèrie de televisió de la dècada dels 1980 Tales from the Darkside, creada per George A. Romero.
- Un personatge de la novel·la NOS4A2 de Joe Hill empra un pont cobert anomenat el «camí més curt» com a portal per a travessar instantàniament grans distàncies.
- També s'empra un pont cobert com a portal entre dos mons en la pel·lícula de terror de John Carpenter In the Mouth of Madness (1994).
- Un pont cobert és el focus de dos relats de misteri de la col·lecció All But Impossible d'Edward D. Hoch.